# Alpo Wikman
Alpo Johannes Wikman, född 27 juli 1899 i Kymmene, död 4 december 1970, var en finländsk sångare och skådespelare. Han är troligen mest känd under pseudonymen Alpo Viika.
Som sångare gjorde Wikman 1938 fyra skivinspelningar i sällskap av Sointu-orkestern med sånger av Usko Kemppi.

## Filmografi[1]
- Kaksi kivaa kaveria, 1944
- Pikku Pietarin piha, 1960
- Katariina kaunis leski, 1961
- Kesäyön unelma, 1962
- Mies, joka otti osansa, 1963

## Teater

### Roller (ej komplett)
| År   | Roll   | Produktion                      | Regi | Teater            |
| ---- | ------ | ------------------------------- | ---- | ----------------- |
| 1931 | Juhani | Seitsemän veljestä Aleksis Kivi |      | Åbo arbetarteater |